# Активан транспорт
Активан транспорт је механизам преношења материја и биохемијски активних молекула који нису растворљиви у води и липидима. Такав транспорт врши се насупрот хемијском градијенту, то јест материје се транспортују из средине са мањом у средину са већом концентрацијом, помоћу протеина носача и уз утрошак енергије.

## Карактеристике
Енергија за одвијање активног транспорта добија се хидролизом АТП-а (аденозин-трифосфат) у АДП (аденозин-дифосфат). Протеини који омогућавају транспорт материја су носачи, који раде налик на пумпе, али и као ензими АТП-азе (аденозинтрифосфатазе) јер катализују разлагање АТП-а. Најбоље проучена је натријум-калијум пумпа која насупрот хемијском градијенту, активно испумпава по три јона натријума из ћелије, а упумпава два јона калијума у ћелију.
Натријум-калијум пумпа има главну улогу у стварању мембранског потенцијала животињских ћелија. Мембрански потенцијал или потенцијал мировања је електрични напон који постоји између унутрашње (негативно наелектрисана) и спољашње стране (позитивно наелектрисана) мембране нервне и мишићне ћелије у стању мировања, односно пре њиховог надраживања. Када се ове ћелије надраже, онда потенцијал мировања постаје акциони потенцијал – нерви импулс, при коме се обрће поларизованост мембране тако да унутрашња страна постаје позитивно, а спољашња негативно наелектрисана.